# De geboorte van Venus (Meursing)
De geboorte van Venus is een artistiek kunstwerk in Amsterdam Nieuw-West.
Deze uit 1963 stammende creatie is ontworpen en gemaakt door kunstenaar Wicher Meursing. Het beeld staat sinds dat jaar in een groenstrook langs de achtergevels van de oneven genummerde woningen aan de Dirk Bonstraat. Meursing leerde tijdens zijn studie aan de Rijksakademie van beeldende kunsten voornamelijk boetseren en klassiek beeldhouwen. Hij bleef dat tot eind jaren zestig volhouden en schakelde toen over naar rollende en springende vormen, maar dan toch meest in metaal. Dit werk laat een combinatie van boetseren en rollende vormen zien. Meursing verbeeldde hier in het klassieke kalksteen de geboorte van Venus uit het schuim van de zee. De opdracht kwam van de gemeente Amsterdam.
Rijksakademie op de kaart (2020, nummer 56) vermeldt "abstracte weergave geboorte van Venus" in de categorie "Vrouwelijk naakt". Stadsarchief Amsterdam had een andere invulling; zij vermeldt bij een foto van het beeld in 1971: "Liggende vrouw overschaduwd door een wolk".   